# A Guy Named Joe
A Guy Named Joe é um filme de guerra produzido nos Estados Unidos e lançado em 1943.